# Meurich
Meurich ist ein Ortsbezirk der Ortsgemeinde Kirf im Landkreis Trier-Saarburg in Rheinland-Pfalz. 

## Geographie
Der Ort liegt in Hanglage am innerorts verrohrten Weyerbach (Meuricher Bach), eines Zuflusses des Leukbachs.
Zu Meurich gehören die Wohnplätze Oberste und Unterste Neumühle, Weyerhäuschen und „In den Dreimorgen“.
Nachbarorte neben Kirf selbst im Südwesten und dem zweiten Kirfer Ortsbezirk Beuren im Westen sind die Ortsgemeinde Merzkirchen und deren Ortsbezirk Dittlingen im Nordwesten, Trassem im Nordosten sowie Freudenburg und dessen Ortsteil Kollesleuken im Südosten.

## Geschichte
Meurich wird erstmals im 15. Jahrhundert als Myrich erwähnt. Über Merich und Meurig wandelte sich der Name später zum heutigen Meurich. Die Herren von Warsberg hatten im Ort Grundbesitz und übten auch die Grundgerichtsbarkeit aus.
In kurtrierischer Zeit gehörte das Dorf zum Amt Saarburg.
Die Inbesitznahme des Linken Rheinufers durch französische Revolutionstruppen beendete die alte Ordnung. Der Ort wurde von 1798 bis 1814 Teil der Französischen Republik (bis 1804) und anschließend des Französischen Kaiserreichs, zugeordnet dem Kanton Saarburg des Arrondissements Trier im Saardepartement. Nach der Niederlage Napoleons kam Meurich 1815 aufgrund der auf dem Wiener Kongress getroffenen Vereinbarungen zum Königreich Preußen. Der Ort, zeitweilig Sitz der Bürgermeisterei Meurich, wurde dem Kreis Saarburg des Regierungsbezirks Trier zugeordnet, der 1822 Teil der neu gebildeten Rheinprovinz wurde.
Als Folge des Ersten Weltkriegs war die gesamte Region dem französischen Teil der Alliierten Rheinlandbesetzung zugeordnet. Nach dem Zweiten Weltkrieg  gehörte Meurich zu den Gemeinden der französischen Besatzungszone, die im Februar 1946 an das Saarland angeschlossen wurden, im Juni 1947 aber auch zu den Orten des Landkreises Saarburg, die wieder zurück gegliedert und Teil des damals neu gebildeten Landes Rheinland-Pfalz wurden.
Am 17. März 1974 wurde die bis dahin selbstständige Gemeinde Meurich mit zu diesem Zeitpunkt 201 Einwohnern nach Kirf eingemeindet.

## Politik
Meurich ist gemäß Hauptsatzung einer von zwei Ortsbezirken der Ortsgemeinde Kirf. Der Bezirk umfasst das Gebiet der ehemaligen Gemeinde. Auf die Bildung eines Ortsbeirats wurde verzichtet. Die Interessen des Ortsbezirks werden von einem Ortsvorsteher vertreten.
Hubert Mohr wurde am 17. September 2024 Ortsvorsteher von Meurich. Bei der Direktwahl am 9. Juni 2024 war er als einziger Bewerber mit einem Stimmenanteil von 79,0 % für fünf Jahre gewählt worden.
Seine Vorgänger waren Thomas Gronimus, der das Amt seit März 2016 innehatte, Horst Brittnacher (Amtszeit 2012–2016) und zuvor Alfons Brittnacher.

## Sehenswürdigkeiten

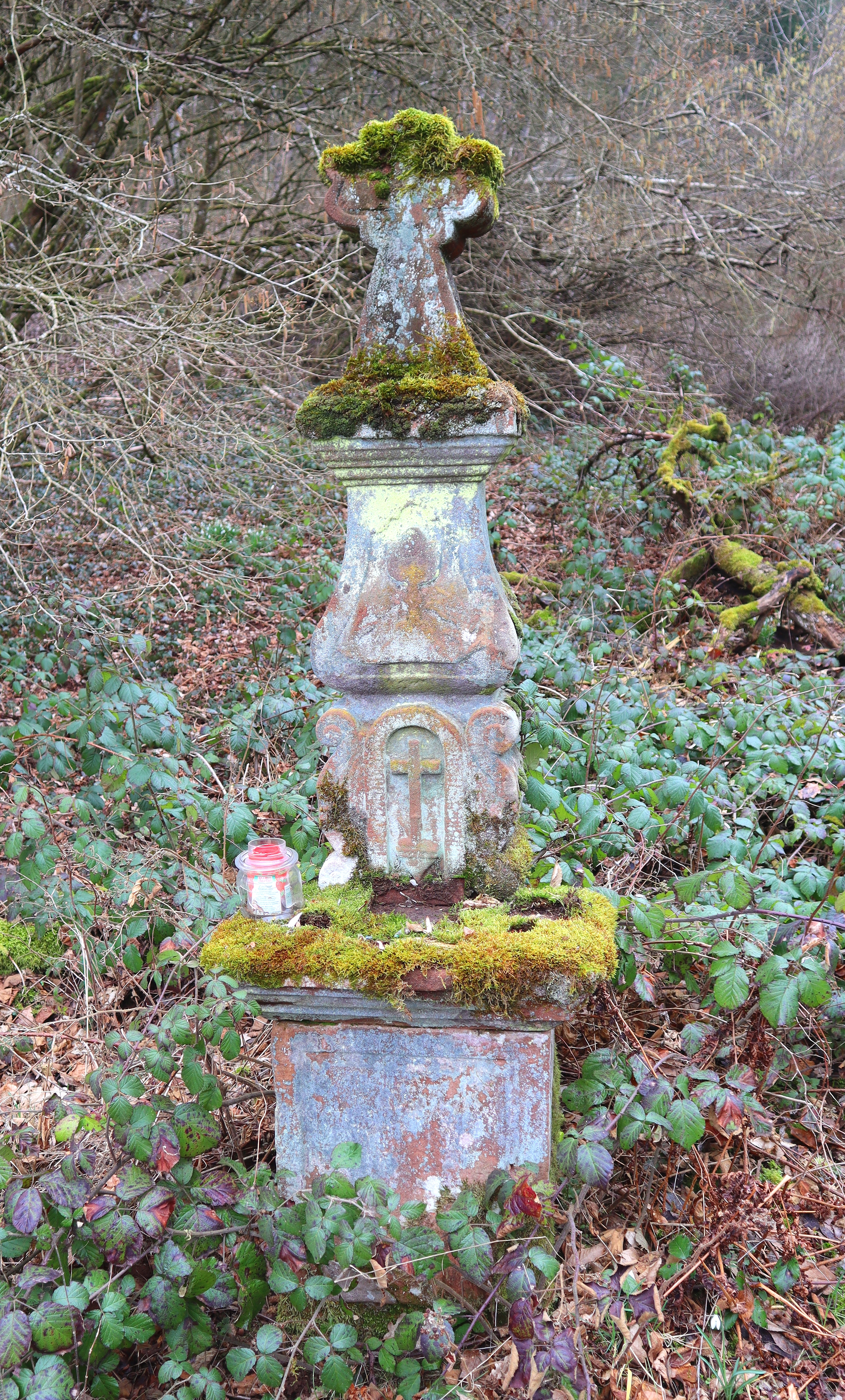
Wegekreuz um 1800 (Foto 2021)

In der Denkmalliste des Landes Rheinland-Pfalz (Stand: 2021) werden folgende Kulturdenkmäler genannt:
- Römisch-katholische Filialkirche St. Ägidius, Saalbau (bezeichnet 1730) mit spätgotischem Chor, Turm (1883)
- Türblatt (1844), Muschelnische (1750) und Schaftkreuz (1757) im Ort
- Wegkapelle und Wegekreuze in der Gemarkung

Siehe auch: Liste der Kulturdenkmäler in Kirf.

## Wirtschaft und Infrastruktur
Meurich liegt an der Bundesstraße 407.

## Persönlichkeiten
- Maria Croon (1891–1983), Schriftstellerin
- Dieter Schmitt (* 1944), Politiker (CDU)